# Soná
Soná – miasto w Panamie, w prowincji Veraguas.